# حفل توزيع جوائز الأوسكار السادس والأربعون
حفل توزيع جوائز الأوسكار السادس والأربعون (بالإنجليزية: 46th Academy Awards)‏ هو حدث نظمته أكاديمية فنون وعلوم الصور المتحركة لتكريم أفضل الأفلام لسنة 1973. أقيم الحفل بتاريخ 2 أبريل، 1974 في جناح دوروثي تشاندلر، لوس أنجلوس. قامت شبكة هيئة الإذاعة الوطنية ببثّ الحفل، وقدّمه جون هدسون، ديانا روس، بيرت رينولدز، ديفيد نيفن. في هذه الدورة، فاز فيلم اللدغة بجائزة أفضل فيلم، وحاز الممثّل جاك ليمون على جائزة أفضل ممثّل، ونالت الممثلة غليندا جاكسون جائزة أفضل ممثّلةٍ، وكانت جائزة الأوسكار لأفضل مخرج من نصيب المخرج جورج روي هيل.
أكثر الأفلام ترشيحاً للحصول على جوائز كان فيلم طارد الأرواح الشريرة وفيلم اللدغة حيث تلقّى كلٌّ منهما 10 ترشيحات، بينما أكثرها فوزاً كان فيلم اللدغة حيث فاز بـ 7 جوائز.

## الجوائز
- جائزة أفضل فيلم:

اللدغة
- جائزة أفضل مخرج:

جورج روي هيل
- جائزة أفضل ممثّل:

جاك ليمون
- جائزة أفضل ممثّلة:

غليندا جاكسون
- جائزة أفضل ممثّل مساعد:

جون هاوسمان
- جائزة أفضل ممثّلة مساعدة:

تاتوم أونيل
- جائزة أفضل سيناريو مقتبس:

طارد الأرواح الشريرة
- جائزة أفضل موسيقى تصويريّة:

اللدغة والطريق الذي كنا عليه
- جائزة أفضل تأثيرات بصريّة:

ألغيت لهذا العام
- جائزة أفضل خلط أصوات:

طارد الأرواح الشريرة

## وصلات خارجية
- حفل توزيع جوائز الأوسكار السادس والأربعون على موقع IMDb (الإنجليزية)
- حفل توزيع جوائز الأوسكار السادس والأربعون على موقع ميوزك برينز (الإنجليزية)
- الموقع الرسمي لجوائز الأكاديمية.
- الموقع الرسمي لأكاديمية فنون وعلوم الصور المتحركة.
- قناة جوائز الأوسكار على موقع يوتيوب (تُديره أكاديمية فنون وعلوم الصور المتحركة).
- مقتطفات فيديو من أكاديمية فنون وعلوم الصور المتحركة.